# Ganja (navire)
Pour les articles homonymes, voir Ganja.
Pour un article plus général, voir Boutre.
Un ganja (ou ghanjah) est un voilier arabe de 70 à 200 tonneaux, que l'on trouve surtout en mer d'Oman, entre l'Inde, l'Arabie et le Pakistan

## Description
Le ganja est un grand boutre de haute mer, à deux ou trois mâts, souvent difficile à distinguer du baggala, dont il est proche, quoiqu'il soit généralement plus élancé. Il possède également un tableau arrière, moins décoré que celui du baggala, qui s'avance fortement sur l'eau. Ses dimensions moyennes sont de 30 m, dont 15 m de longueur de quille, pour un poids moyen de 215 tonnes

## Utilisation
Rapide et pouvant embarquer jusqu'à 8 canons sur son pont, le ganja était employé au XIXe siècle comme vaisseau de guerre. Il était aussi utilisé par les pirates en Méditerranée et en Mer Rouge.

## Galerie photos

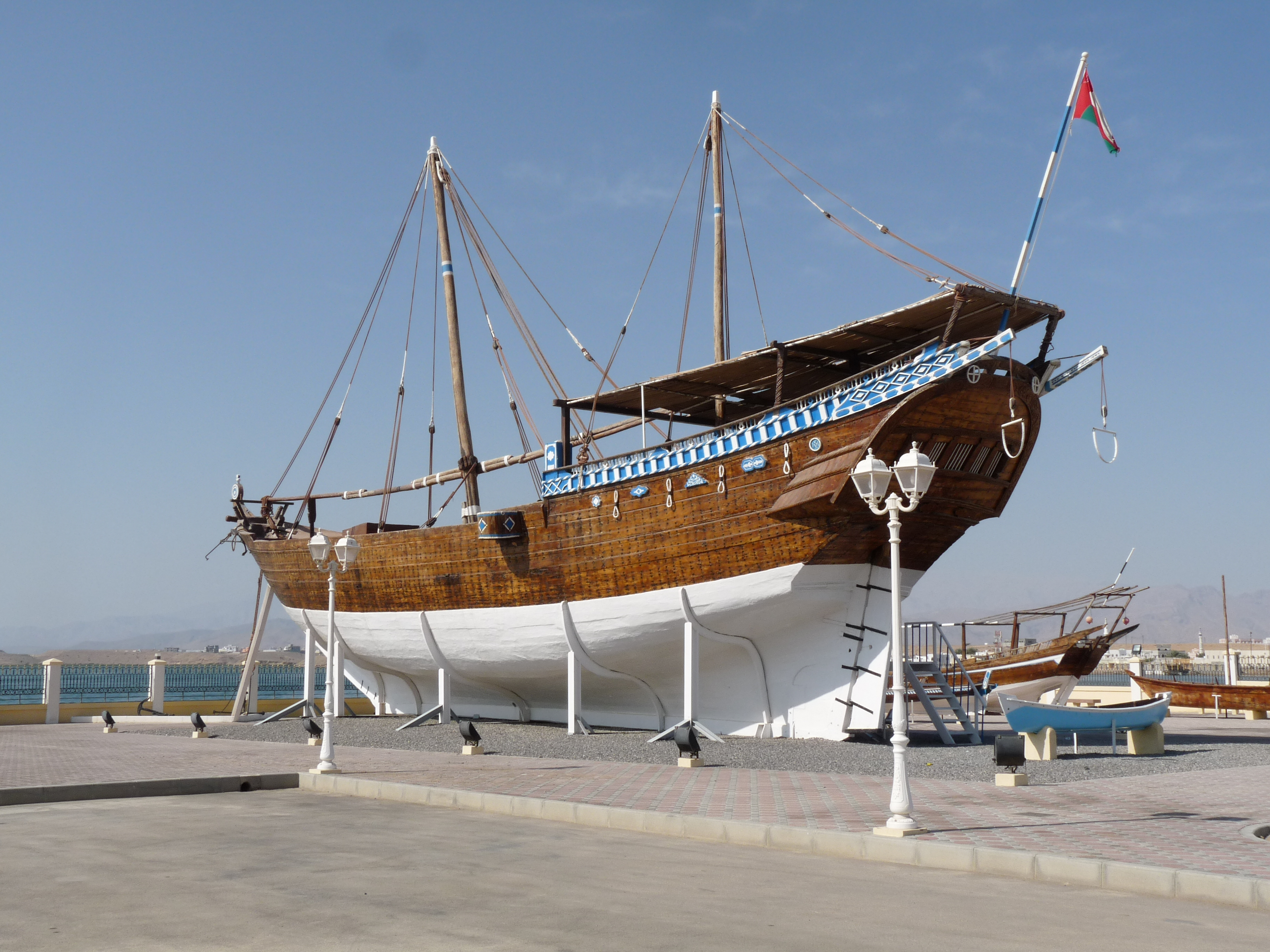
Silhouette générale d'un ganja
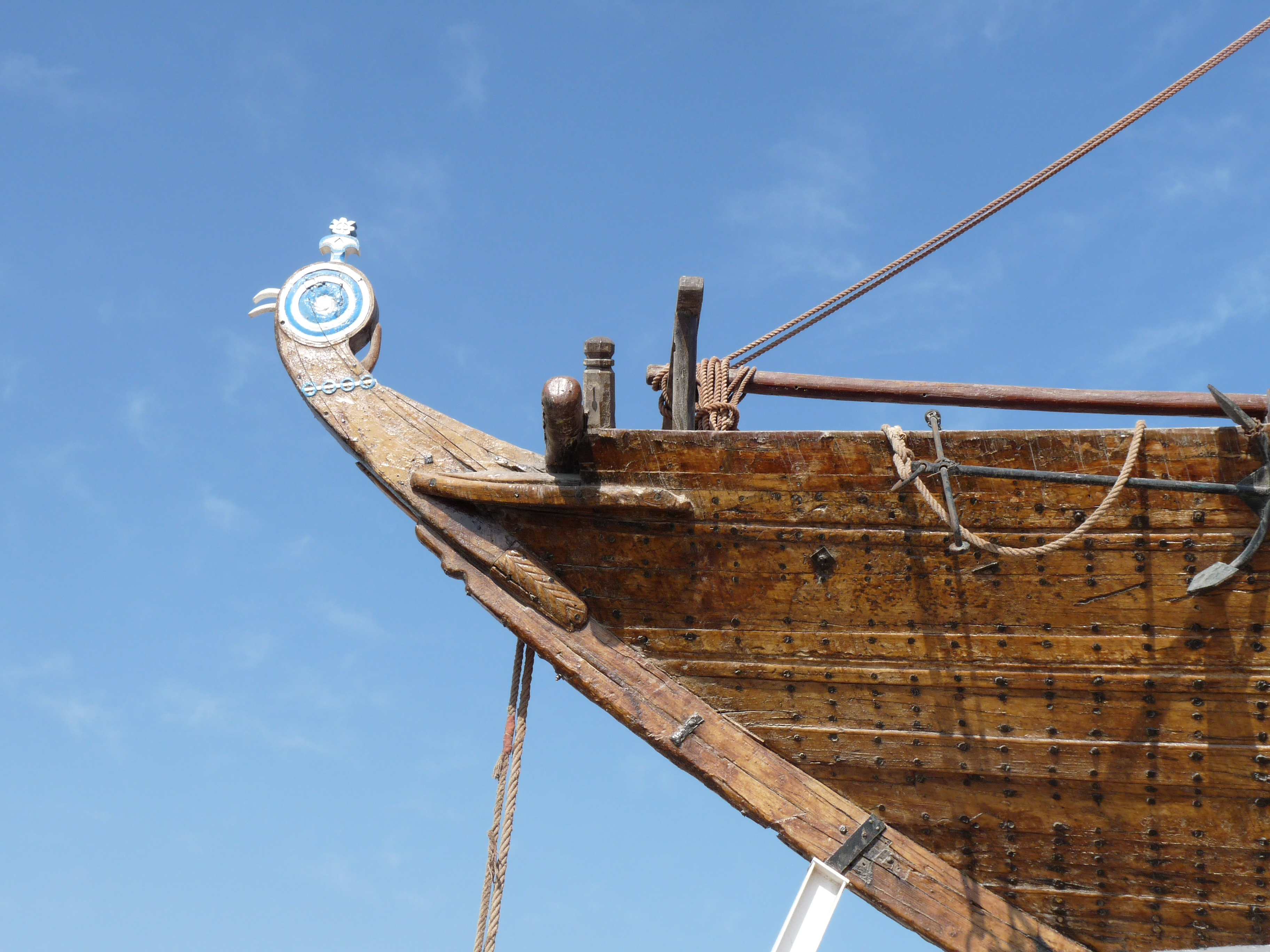
Vue de la proue
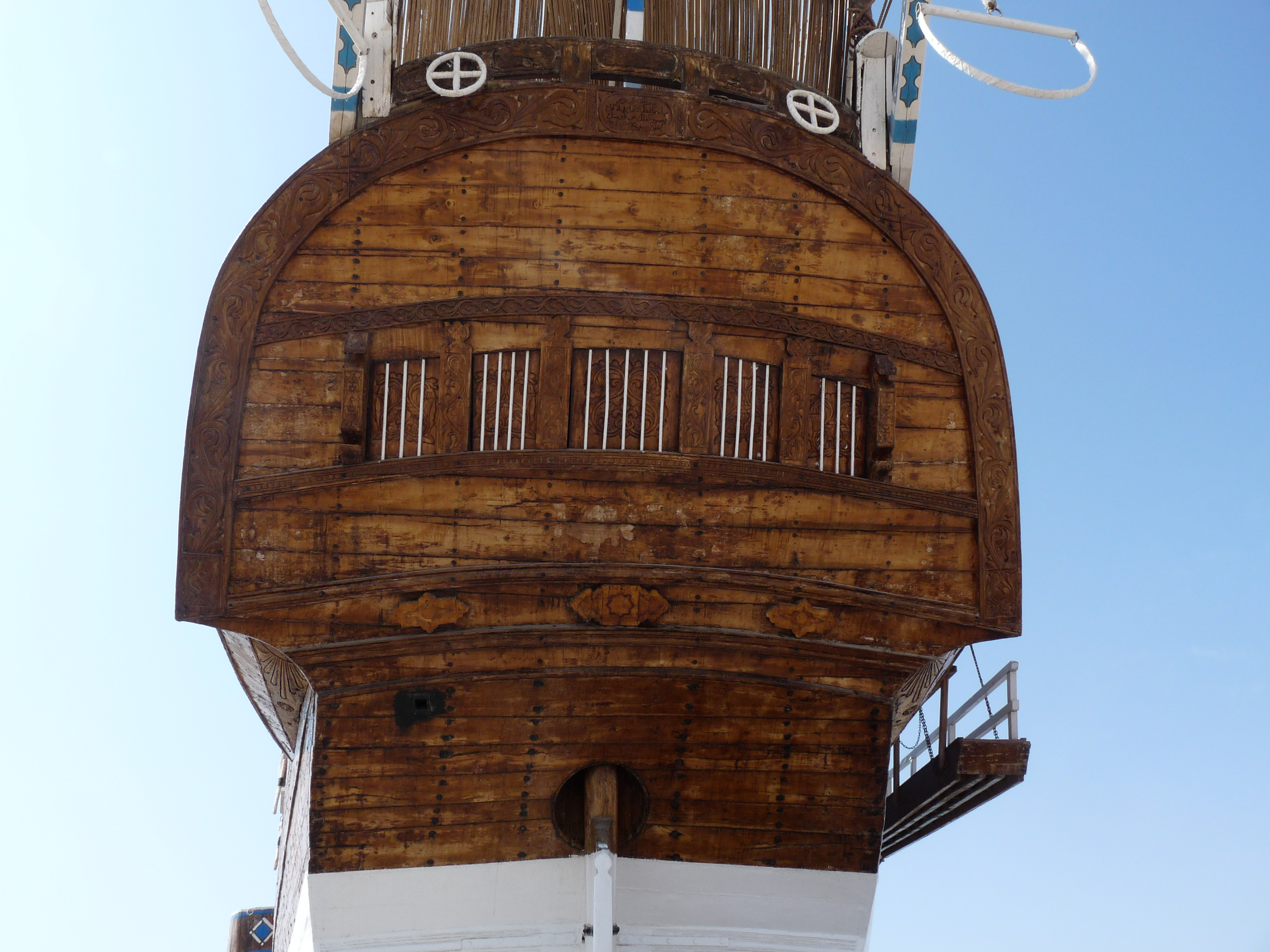
Vue du château arrière
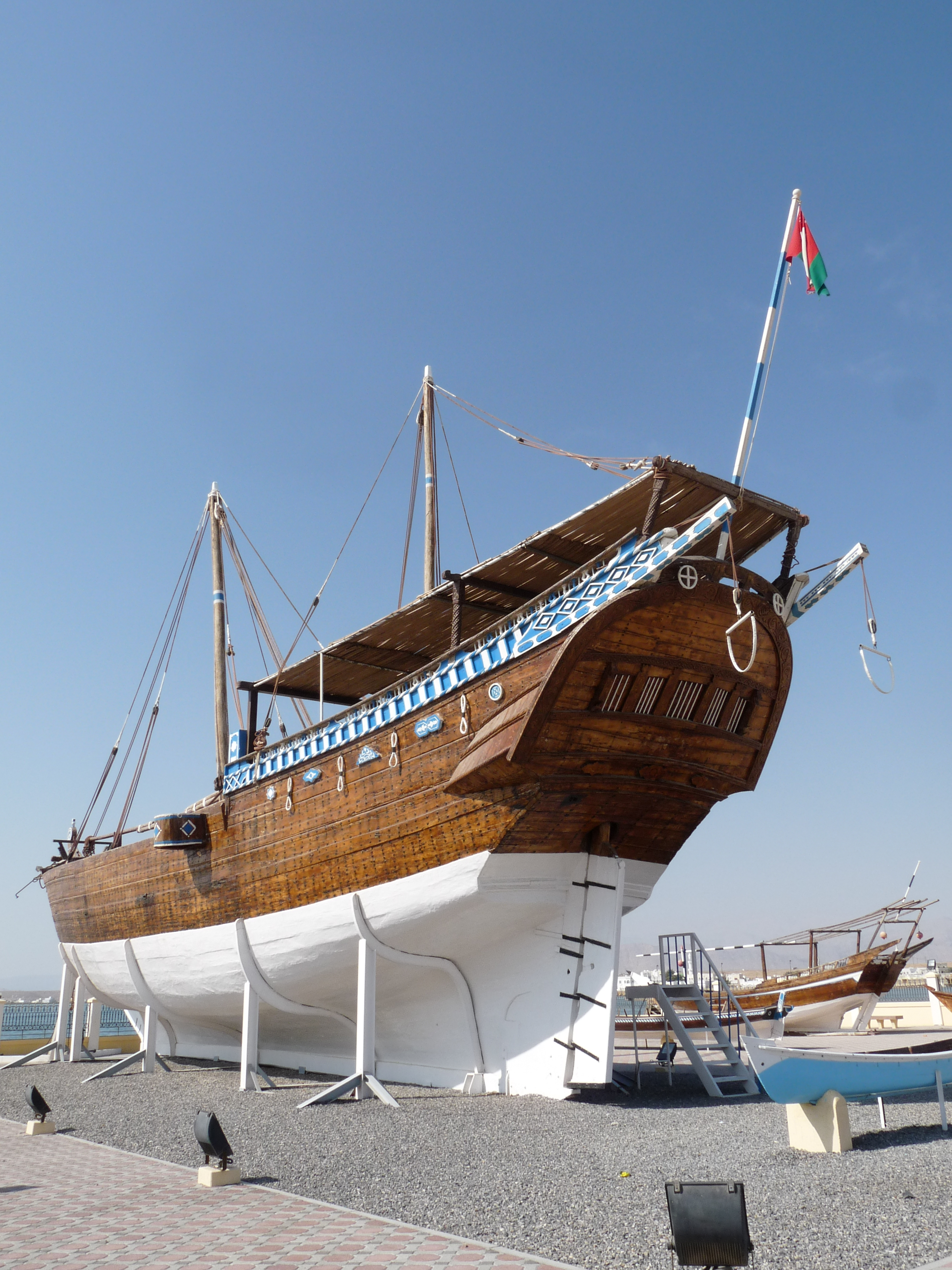
Vue de la poupe